# Circular Electron Positron Collider
Der CEPC ist eine geplante Großforschungseinrichtung in China. Am CEPC soll ab 2030 physikalische Grundlagenforschung betrieben werden mit Hilfe des weltgrößten Teilchenbeschleunigers.
Das Akronym CEPC leitet sich vom englischen Circular Electron Positron Collider ab. Dies steht für einen Beschleuniger-Ring, in dem Elektronen als auch Positronen als deren Antiteilchen beschleunigt werden und gegeneinander gelenkt werden, um die dabei entstehenden Zerfallsprodukte zu erforschen.
Wie im vergleichbaren Teilchenbeschleuniger Large Hadron Collider am CERN, der jedoch mit Proton-Proton-Kollisionen arbeitet, geht dem eine Vorbeschleunigung in einem Linearbeschleuniger voraus.
Die Planung des Projektes koordiniert das der Chinesischen Akademie der Wissenschaften unterstehende Institut für Hochenergiephysik (IHEP).
An dem Projekt arbeiten bislang mehr als 1100 Fachleute von 221 Forschungseinrichtungen aus 26 Staaten zusammen, darunter aus Deutschland und den USA.
Die Kosten werden auf bis zu 5,0 Milliarden Euro geschätzt.

## Standort
Aus einer Reihe von Standorten in möglichst nicht erdbebengefährdeten Gebieten wurde der Ort Xiongan in einer Sonderwirtschaftszone in der Provinz Hebei im Norden Chinas favorisiert. Dort soll der CEPC mit einer Länge von 50 bis 70 Kilometern entstehen.
Der bisher größte vergleichbare Beschleuniger ist der Large Hadron Collider mit einem Ringtunnel von 26,7 Kilometern Länge.
Im CEPC sollen beschleunigte Elektronen auf ihre Positronen-Antiteilchen mit einer Schwerpunktsenergie von 240 bis 250 GeV treffen. Im bisher weltgrößten vergleichbaren Elektron-Positron-Collider LEP wurden 209 GeV Schwerpunktsenergie erreicht.

## Grundlagenforschung
Am CEPC werden der Aufbau der Materie und die fundamentalen Wechselwirkungen zwischen den Elementarteilchen erforscht, also die Frage, woraus das Universum besteht und wie es funktioniert. Mit Beschleunigern werden Teilchen auf nahezu Lichtgeschwindigkeit beschleunigt und zur Kollision gebracht. Mit verschiedenen Teilchendetektoren werden die Flugbahnen der bei den Kollisionen entstandenen Teilchen rekonstruiert, woraus sich Rückschlüsse auf die Eigenschaften der kollidierten sowie der neu entstandenen Teilchen ziehen lassen. Dies ist mit hohem technischen Aufwand für die Herstellung und den Betrieb der Anlagen sowie mit extremen Anforderungen an die Rechnerleistung zwecks Datenauswertung verbunden.

## Zielstellungen
- Ein Forschungsfeld ist die Erforschung von Higgs-Bosonen. Bisher ist nicht sicher, ob es nur eine Art Higgs-Boson gibt oder aber eine ganze Klasse dieser Teilchen. Während man am CERN nach jahrzehntelangen Vorarbeiten nur wenige Higgs-Bosonen nachweisen konnte, sollen ab 2030 innerhalb von zehn Jahren mehr als eine Million Higgs-Bosonen analysiert werden.
- Ein weiterer Forschungsschwerpunkt betrifft die von der Glashow-Weinberg-Salam-Theorie der elektroschwachen Wechselwirkung eingeführten W- und Z-Bosonen. Ab 2030 sollen in zehn Jahren rund 100 Millionen W-Bosonen untersucht werden und bis zu eine Billion Z-Bosonen.[1]